# Ricky Bell
Ricky Lynn Bell (Houston, 8 aprile 1955 – Los Angeles, 28 novembre 1984) è stato un giocatore di football americano, di nazionalità statunitense, che ha giocato nel ruolo di running back per i Tampa Bay Buccaneers e i San Diego Chargers della National Football League (NFL). Fu la prima scelta assoluta del Draft NFL 1977 da parte dei Buccaneers. Al college ha giocato a football alla University of Southern California.

## Carriera professionistica
Bell fu la prima scelta assoluta del Draft 1977 da parte dei Tampa Bay Buccaneers. Con essi firmò un contratto quinquennale del valore di 1,2 milioni di dollari, all'epoca il più ricco contratto mai firmato da un rookie nella NFL. La sua selezione fu in qualche modo controversa poiché Tony Dorsett era considerato essere un running back probabilmente migliore di Bell. La selezione di Bell non fu una sorpresa, comunque, dal momento che Tampa Bay era allenata da John McKay, ex allenatore di Bell a USC. Nel 1979 disputò la sua migliore stagione, correndo 1.263 yard e guidando i Buccaneers alla vittoria della NFC Central. Egli guidò i Buccaneers alla prima vittoria nei playoff della storia della franchigia quella stagione, correndo per 142 yard su 38 possessi e segnando 2 touchdown contro i Philadelphia Eagles. La squadra si fermò a una gara dal Super Bowl XIV, terminando la stagione nella finale della NFC persa contro i Los Angeles Rams.

## Morte
Bell morì nel 1984 a causa di un'insufficienza cardiaca causata da una dermatomiosite. Mario Van Peebles immortalò il giocatore nel film per la televisione "A Triumph of the Heart: The Ricky Bell Story" basato sulla vita di Bell. I resti di Bell sono sepolti all'Inglewood Park Cemetery, a Inglewood, California.